# Kanakasundari
Kanakasundari (nep. कनकासुन्दरी) – gaun wikas samiti w zachodniej części Nepalu w strefie Karnali w dystrykcie Jumla. Według nepalskiego spisu powszechnego z 2001 roku liczył on 189 gospodarstw domowych i 1246 mieszkańców (597 kobiet i 649 mężczyzn).